# Leichtathletik-Europameisterschaften 2010/Teilnehmer (Schweden)
Schweden meldete 47 Sportler, davon 23 Frauen und 24 Männer, für die Leichtathletik-Europameisterschaften 2010 vom 27. Juli bis zum 1. August in Barcelona.
| Wettbewerb        | Männer                                                          | Frauen                                                                                 |
| ----------------- | --------------------------------------------------------------- | -------------------------------------------------------------------------------------- |
| 100 m             | Tom Kling-Baptiste (29. Platz)                                  | Lena Berntsson (29. Platz)                                                             |
| 200 m             | Johan Wissman (9. Platz)                                        | Elin Backman (21. Platz)                                                               |
| 400 m             | Johan Wissman                                                   | Helene Nordquist                                                                       |
| 800 m             | Anton Asplund Mattias Claesson Joni Jaako                       |                                                                                        |
| 1500 m            | Rizak Dirshe                                                    | Charlotte Schönbeck                                                                    |
| 5000 m            | Oskar Käck Johan Wallerstein                                    |                                                                                        |
| Marathon          | Adil Bouafif Lars Johansson Kristoffer Österlund Erik Petersson | Isabellah Andersson Lena Gavelin Gabriella Samuelsson Anna von Schenck                 |
| 3000 m Hindernis  | Mustafa Mohamed                                                 | Ulrika Johansson                                                                       |
| 110 m Hürden      | Philip Nossmy                                                   | –                                                                                      |
| 400 m Hürden      |                                                                 | Sofie Persson                                                                          |
| Hochsprung        | Linus Thörnblad                                                 | Emma Green (2. Platz) Ebba Jungmark                                                    |
| Stabhochsprung    |                                                                 | Hanna-Mia Persson                                                                      |
| Weitsprung        | Michel Tornéus                                                  | Carolina Klüft                                                                         |
| Dreisprung        | Christian Olsson                                                |                                                                                        |
| Kugelstoßen       | Niklas Arrhenius                                                | Helena Engman                                                                          |
| Diskuswurf        | Niklas Arrhenius                                                | Sofia Larsson Anna Söderberg                                                           |
| Hammerwurf        | Mattias Jons                                                    | Tracey Andersson                                                                       |
| Speerwurf         | Gabriel Wallin                                                  |                                                                                        |
| Siebenkampf       | –                                                               | Nadja Casadei Jessica Samuelsson                                                       |
| Zehnkampf         | Daniel Almgren Nicklas Wiberg                                   | –                                                                                      |
| 20 km Gehen       | Ato Ibáñez                                                      |                                                                                        |
| 50 km Gehen       | Andreas Gustafsson                                              | –                                                                                      |
| 4 × 100 m Staffel |                                                                 | Elin Backman Lena Berntsson Therése Bohlén-Kinn Moa Hjelmer Carolina Klüft Emma Rienas |